# Chancelloriida
Chancelloriida o cancelóridos es un grupo de animales extintos de aspecto similar a las esponjas. Aparecen desde el cámbrico temprano hasta el tardío. Muchos de estos fósiles se componen únicamente de espinas y otros fragmentos, y no es seguro que pertenezcan al mismo tipo de organismo. Otros especímenes parecen ser más completos y representan organismos sésiles , con forma de bolsa hueca, radialmente simétrica , con una piel suave y armadura con escleritos calcáreos en forma de estrella de los que irradian espinas afiladas. Investigaciones recientes han sugerido que los cancelóridos representan un grupo independiente de epiteliozoos basales.

## Descripción
Los cancelóridos tenían cuerpos en forma de bolsa con un orificio en la parte superior y no muestran evidencia de órganos internos, similar a las esponjas modernas. Las diferentes especies muestran una variedad de formas y tamaños, siendo la máxima de 20 centímetros de altura de estos organismos. La mayoría de los fósiles consisten en colecciones de partes duras mineralizadas llamadas escleritos, y un conjunto que se cree que perteneció a un individuo se llama escleritoma. Muchos especímenes consisten únicamente en escleritos dispersos, cuya forma se utiliza para clasificarlos, y algunos especímenes aún no han sido asignados a una especie o incluso a un género.
Los escleritos individuales tenían bases en forma de estrella que se apoyaban planas contra el cuerpo y una espina se proyectaba hacia afuera en ángulo recto. Los escleritos tenían cavidades internas y de hecho muchos se conservan como piezas fundidas de las cavidades llenas de fosfato. Se cree que cuando los animales estaban vivos, estas cavidades estaban llenas de tejidos que secretaban las duras cubiertas exteriores.